# 몽골비사
《몽골비사》(몽골 문자: ᠮᠣᠩᠭᠣᠯ ᠤᠨ
ᠨᠢᠭᠤᠴᠠ
ᠲᠣᠪᠴᠢᠶᠠᠨ Mongγol-un niγuca tobčiyan)는 흔히 중국의 원대에 몽골어본이 완성되고 명대에 한어로 번역되었다고 추정하는 몽골의 역사서로, 원조비사(元朝秘史)라고도 불린다.

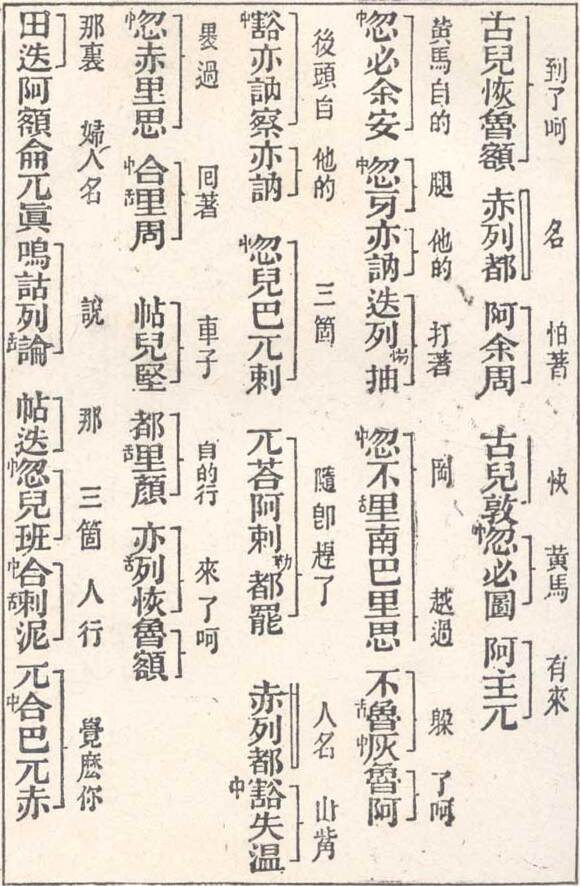
한문본 《원조비사(元朝秘史)》의 1908년 모습. 각 줄의 오른쪽에 몽골어가 병기되어 있다.

몽골의 현존하는 가장 오래된 서적 중 하나로, 1227년 칭기스 칸 사망 이후 얼마 안 되어 기록되고, 14세기 말 명대에 원조비사(元朝秘史)라는 이름의 한문본으로 번역되었다.

## 내용
몽골비사의 내용은 칭기스 칸의 22대 조상 부르테 치노와 코아이마랄로부터 칭기스 칸의 셋째 아들인 외게데이를 기록한 것이지만, 칭기스 칸에 관한 기록이 대부분을 차지하고 있다. 기본적으로 편년체 형식을 따르고 있으나, 구어체로의 산문과 운문이 자유롭게 섞여 있는 문학작품이기도 하다. 몽골비사는 총 12권으로 (정집 10권과 속집 2권)으로 총 282절로 구성되어 있다. 282절의 구성은 다음과 같다.
1. 001-058절: 칭기스 칸의 조상들
2. 059-093절: 칭기스 칸의 소년기
3. 094-103절: 칭기스 칸의 결혼과 메르키트족의 침입
4. 104-119절: 토그릴 완 칸, 자무카와의 연합결성과 자무카와의 분열
5. 120-140절: 몽골부의 칸위계승과 주르킨족의 붕괴
6. 141-149절: 쿠이텐 전투과 타이치구트족의 붕괴
7. 150-188절: 칭기스 칸과 완 칸의 대립 및 케레이트족의 멸망
8. 189-201절: 나이만족 정복과 자무카의 처형
9. 202-223절: 칭기스 칸의 칸 즉위와 95천호의 임명 및 상사
10. 224-234절: 호위군의 확대개편
11. 235-246절: 우이구르의 귀부 및 삼림부족의 정벌
12. 247-264절: 금(金), 서하(西夏), 호라즘 정벌
13. 265-268절: 서하의 멸망과 칭기스 칸의 죽음
14. 269-280절: 외게데이 카안의 즉위와 주변국가들의 정벌
15. 281-282절: 외게데이 카안의 공적 및 《몽골비사》의 완성

## 서지 정보
- 유원수 옮김, 《몽골비사》, 사계절, 1994년 12월 15일(초판)/2004년 1월 22일(개정판)
- 최기호·수미야바아타르 엮어 지음, 《몽골비사: 최초 몽골 위올진자로 전사한》, 한국문화사, 2005년 2월 25일
- 박원길·김기선·최형원 함께 지음, 《몽골비사의 종합적 연구》, 민속원, 2006년 4월 28일

## 같이 보기
- 몽고원류
- 황금사
- Secret History of the Mongols